# Уча-де-Жос
Уча-де-Жос (рум. Ucea de Jos) — село у повіті Брашов в Румунії. Адміністративний центр комуни Уча.
Село розташоване на відстані 186 км на північний захід від Бухареста, 74 км на захід від Брашова, 137 км на південний схід від Клуж-Напоки.

## Населення
За даними перепису населення 2002 року у селі проживали 794 особи.
Національний склад населення села:
| Національність | Кількість осіб | Відсоток |
| -------------- | -------------- | -------- |
| румуни         | 733            | 92,3%    |
| цигани         | 59             | 7,4%     |

Рідною мовою назвали:
| Мова      | Кількість осіб | Відсоток |
| --------- | -------------- | -------- |
| румунська | 787            | 99,1%    |
| циганська | 6              | 0,8%     |